# Алекс Телес
Алекс Николао Телес, накратко Алекс Телес, е бразилски футболист роден на 15 декември 1992 г. 